# In Your Wildest Dreams (EP)
In Your Wildest Dreams je EP alt country grupe Whiskeytown, objavljen 1997.

## Popis pjesama
1. Ticket Time
2. The Rain Won't Help You When It's Over
3. Factory Girl
4. Wither, I'm A Flower